# Ministério da Defesa da Bielorrússia
| Ministério da Defesa da República da Bielorrússia (Мiнiстэрства абароны Рэспублікі Беларусь) |                              |
| http://www.mod.mil.by/                                                                       |                              |
| Criação                                                                                      | 20 de março de 1992          |
| Edifício do Ministério da Defesa da Bielorrússia                                             |                              |
| Edifício do Ministério da Defesa da Bielorrússia                                             |                              |
| Atual ministro                                                                               | Major-General Viktor Khrenin |

O Ministério da Defesa da República da Bielorrússia (em bielorrusso: Мiнiстэрства абароны Рэспублікі Беларусь; em russo: Министерство обороны Республики Беларусь) é o ministério do Governo da Bielorrússia que realiza as funções de aumentar e manter as Forças Armadas da Bielorrússia. A formação do ministério se iniciou em 1992, um ano após a dissolução da União Soviética e a Bielorrússia tornar-se um Estado independente. O atual chefe do Ministério é o major-general Viktor Khrenin.